# Stadium Likas
Stadium Likas – wielofunkcyjny stadion w Kota Kinabalu w Malezji. Został otwarty w 2001 roku. Może pomieścić 35 000 widzów.
Swoje spotkania rozgrywa na nim piłkarska drużyna Sabah FA.
Odbywały się na nim wchodzące w skład mistrzostw Azji turnieje rugby 7 – Borneo Sevens.